# Czarnotek grubodzioby
Czarnotek grubodzioby (Onychognathus morio neumanni) – podgatunek czarnotka rudoskrzydłego, ptaka z rodziny szpakowatych (Sturnidae). Zamieszkuje głównie klify, wąwozy oraz odkrywki głównie na terenie Sahelu od Mauretanii i Gwinei Równikowej, aż do zachodniego Sudanu i zachodniej Republiki Środkowoafrykańskiej. Jego nazwa angielska i łacińska pochodzą od niemieckiego ornitologa Oscara Rudolpha Neumanna.

## Taksonomia
Takson o niepewnej pozycji systematycznej, przez część ujęć systematycznych traktowany jako odrębny gatunek.

## Wygląd
Ten 25-centymetrowy ptak jest podobny do pozostałych gatunków z rodzaju Onychognathus, posiada charakterystyczne rude pióra pierwszorzędowe skrzydeł oraz rudą tęczówkę. Cały dorosły ptak płci męskiej jest czarny, natomiast osobniki żeńskie są popielate, z ciemnymi smugami. Osobniki młode przypominają wyglądem dorosłe ptaki płci męskiej, ale są mniej błyszczące i mają ciemniejszą tęczówkę. Zachodnie populacje występujące od Mali do Wybrzeża Kości Słoniowej są mniejsze i krótsze od głównej formy – podgatunku O. m. neumanni i tworzą podgatunek – O. m. modicus.

## Zachowanie
Czarnotki grubodziobe budują gniazda z trawy na półkach skalnych w niedostępnych miejscach takich jak jaskinie. Czasami gniazduje w strukturach zbudowanych przez człowieka. W czasie gniazdowania jest to gatunek agresywny, silnie terytorialny i nietolerancyjny dla innych ptaków. Jest wszystkożerny, żywi się przede wszystkim owocami i owadami. Poza okresem gniazdowania jest towarzyski i chętnie zbija się w stada.